# Carlo I d'Albret
Carlo I d'Albret, signore di d'Albret (1367? – Azincourt, 25 ottobre 1415), è stato un generale francese.
Morì nella battaglia di Azincourt del 1415.

## Biografia
Figlio di Arnaud-Amanieu VIII d'Albret e Margherita di Borbone-Clermont, combatté agli ordini di Bertrand du Guesclin durante la sua giovinezza partecipando alle operazioni militari in Guienna.
Il 27 gennaio 1400 sposò Maria de Sully. Dall'unione nacquero 5 figli:
- Giovanna d'Albret (1403–1435),
- Carlo II d'Albret (1407–1471)
- Guglielmo d'Albret
- Giovanni d'Albret
- Caterina d'Albret

Dal 1402 divenne connestabile di Francia sotto il regno di Carlo VI. Partecipò agli scontri nella guerra dei cent'anni contro gli inglesi e condusse i primi giorni della campagna di Azincourt insieme al maresciallo Jean II Le Meingre. Ma il giorno dello scontro vero e proprio i due comandanti vennero messi in disparte dagli inesperti principi francesi (Carlo duca d'Orléans, Giovanni duca di Borbone e Giovanni duca d'Aleçon) e questo segnò una delle più cocenti sconfitte della Francia.

## Ascendenza
|                              |                    |                              | Genitori                        |  |  | Nonni |  |  | Bisnonni |  |  | Trisnonni |  |
|                              |                    |                              |                                 |  |  |       |  |  | …        |  |  | …         |  |
|                              |                    |                              |                                 |  |  |       |  |  | …        |  |  | …         |  |
|                              |                    | …                            |                                 |  |  |       |  |  | …        |  |  |           |  |
| Bernardo Ezi V d'Albret      |                    |                              |                                 |  |  |       |  |  | …        |  |  |           |  |
|                              |                    | …                            | …                               |  |  |       |  |  |          |  |  |           |  |
|                              |                    | …                            | …                               |  |  |       |  |  |          |  |  |           |  |
|                              |                    | …                            | …                               |  |  |       |  |  |          |  |  |           |  |
| Arnaud-Amanieu VIII d'Albret |                    | …                            |                                 |  |  |       |  |  |          |  |  |           |  |
|                              |                    | …                            | …                               |  |  |       |  |  |          |  |  |           |  |
|                              |                    | …                            | …                               |  |  |       |  |  |          |  |  |           |  |
|                              |                    | …                            | …                               |  |  |       |  |  |          |  |  |           |  |
| Mathe d'Armagnac             |                    | …                            |                                 |  |  |       |  |  |          |  |  |           |  |
|                              |                    | …                            | …                               |  |  |       |  |  |          |  |  |           |  |
|                              |                    | …                            | …                               |  |  |       |  |  |          |  |  |           |  |
|                              |                    | …                            | …                               |  |  |       |  |  |          |  |  |           |  |
| Carlo I d'Albret             |                    | …                            |                                 |  |  |       |  |  |          |  |  |           |  |
|                              | Luigi I di Borbone | Roberto di Clermont          |                                 |  |  |       |  |  |          |  |  |           |  |
|                              | Luigi I di Borbone | Roberto di Clermont          |                                 |  |  |       |  |  |          |  |  |           |  |
|                              | Luigi I di Borbone | Beatrice di Borgogna-Borbone |                                 |  |  |       |  |  |          |  |  |           |  |
| Pietro I di Borbone          | Luigi I di Borbone |                              |                                 |  |  |       |  |  |          |  |  |           |  |
|                              |                    | Maria di Avesnes             | Giovanni I di Hainaut           |  |  |       |  |  |          |  |  |           |  |
|                              |                    | Maria di Avesnes             | Giovanni I di Hainaut           |  |  |       |  |  |          |  |  |           |  |
|                              |                    | Maria di Avesnes             | Filippa di Lussemburgo          |  |  |       |  |  |          |  |  |           |  |
| Margherita di Borbone        |                    | Maria di Avesnes             |                                 |  |  |       |  |  |          |  |  |           |  |
|                              |                    | Carlo di Valois              | Filippo III di Francia          |  |  |       |  |  |          |  |  |           |  |
|                              |                    | Carlo di Valois              | Filippo III di Francia          |  |  |       |  |  |          |  |  |           |  |
|                              |                    | Carlo di Valois              | Isabella d'Aragona              |  |  |       |  |  |          |  |  |           |  |
| Isabella di Valois           |                    | Carlo di Valois              |                                 |  |  |       |  |  |          |  |  |           |  |
|                              |                    | Mahaut di Châtillon          | Guido IV di Châtillon-Saint-Pol |  |  |       |  |  |          |  |  |           |  |
|                              |                    | Mahaut di Châtillon          | Guido IV di Châtillon-Saint-Pol |  |  |       |  |  |          |  |  |           |  |
|                              |                    | Mahaut di Châtillon          | Maria di Bretagna               |  |  |       |  |  |          |  |  |           |  |
|                              |                    | Mahaut di Châtillon          |                                 |  |  |       |  |  |          |  |  |           |  |